# Glyptina arizonica
Glyptina arizonica är en skalbaggsart som beskrevs av Schaeffer 1906. Glyptina arizonica ingår i släktet Glyptina och familjen bladbaggar. Inga underarter finns listade i Catalogue of Life.